# 2000年シドニーオリンピックのエストニア選手団
2000年シドニーオリンピックのエストニア選手団（2000ねんシドニーオリンピックのエストニアせんしゅだん）は、2000年9月15日から10月1日にかけてオーストラリアのニューサウスウェールズ州シドニーで開催された2000年シドニーオリンピックのエストニア選手団、およびその競技結果。

## 概要
今大会は金メダル1個、銅メダル2個の合計3個のメダルを獲得した。

## メダル
| メダル | 選手名                   | 競技 | 種目           |
| ------ | ------------------------ | ---- | -------------- |
| 金     | エルキ・ノール           | 陸上 | 男子十種競技   |
| 銅     | アレクセイ・ブドリン     | 柔道 | 男子81kg以下級 |
| 銅     | インドレク・ペルテルソン | 柔道 | 男子100kg超級  |